# فرانك أوتو (مخرج)
فرانك أوتو (بالألمانية: Frank Otto)‏ هو مخرج وجيولوجي ألماني، ولد في 7 يوليو 1957 في هامبورغ في ألمانيا.

## وصلات خارجية
- فرانك أوتو على موقع IMDb (الإنجليزية)
- فرانك أوتو على موقع أول موفي (الإنجليزية)
- فرانك أوتو على موقع قاعدة بيانات الفيلم (الإنجليزية)
- فرانك أوتو على موقع كينوبويسك (الروسية)